# Peter Bakker (Ruderer)
Peter Johannes Bakker  (* 4. August 1934 in Rotterdam) ist ein niederländischer Ruderer.

## Leben und Wirken
Bakker belegte gemeinsam mit Co Rentmeester im Doppelzweier bei den Ruder-Europameisterschaften 1959 im französischen Mâcon den 3. Platz. Danach gehörte er zum Olympischen Team der Niederlande bei den Olympischen Spielen 1960 in Rom. 